# Franciszek Zienkowski
Franciszek Piotr Zienkowski (ur. 12 lutego 1880 w Pękowie, zm. 30 stycznia 1957 w Warszawie) – polski fizyk, profesor Politechniki Warszawskiej. 

## Życiorys
W 1898 ukończył ze złotym medalem gimnazjum filologiczne w Radomiu, a następnie studiował na Politechnice Warszawskiej. W 1903 ukończył studia i otrzymał dyplom inżyniera technologa, w uznaniu wybitnych osiągnięć uzyskał stypendium, dzięki któremu wyjechał do Getyngi i tam studiował równocześnie fizykę i chemię. W 1905 złożył egzamin "summa cum laude" i uzyskał dyplom doktora filozofii, a następnie powrócił do kraju, gdzie zaangażował się w nauczanie w szkołach średnich i kursach zastępujących nauczanie akademickie. Wykładał również fizykę na wyższych kursach przemysłowo-rolniczych, z których powstała Szkoła Główna Gospodarstwa Wiejskiego w Warszawie, gdzie otrzymał nominację na docenta. W 1920 zrezygnował z tego stanowiska i został nauczycielem w szkołach średnich. Od wybuchu II wojny światowej do powstania warszawskiego nauczał w tajnych kursach organizowanych przez Szkołę Inżynierską im. Hipolita Wawelberga i Stanisława Rotwanda. Po upadku powstania warszawskiego zostaje zmuszony do zamieszkania we wsi Mogiła, gdzie uczył w szkole powszechnej. We wrześniu 1945 powrócił do Warszawy i został wykładowcą fizyki w Szkole Inżynierskiej im. Hipolita Wawelberga i Stanisława Rotwanda, równocześnie wykładał w łódzkiej Wyższej Szkole Gospodarstwa Wiejskiego. W 1950 został uhonorowany Złotym Krzyżem Zasługi, a 1 maja 1951 dyplomem uznania. Po włączeniu Szkoły Inżynierskiej im. Hipolita Wawelberga i Stanisława Rotwanda w struktury Politechniki Warszawskiej został kierownikiem Katedry Fizyki Ogólnej na Wydziale Łączności. W wyniku akcji protestacyjnej studentów, którzy uważali, że prof. Franciszek Zienkowski jest zbyt wymagający, został w kwietniu 1952 usunięty z uczelni. Pracował w instytucjach naukowych do 1956, gdy ze względów zdrowotnych przeszedł w stan spoczynku. Pod koniec 1956 zostaje zrehabilitowany i przywrócony na stanowisko kierownika Katedry, z początkiem 1957 Politechnika Warszawska wystąpiła o nadanie Franciszkowi Zienkowskiemu tytułu profesora nadzwyczajnego.    
Zmarł w 1957, został pochowany na cmentarzu Powązkowskim w Warszawie (kw. 4, rząd 2, grób 10).